# Тёплые Ключи (Ростовская область)
Тёплые Ключи́ — посёлок в Кашарском районе Ростовской области. Входит в состав Верхнесвечниковского сельского поселения.

## Население
| 2010 |
| ---- |
| 404  |

## Улицы
| - ул. Верхняя, - ул. Зелёная, - ул. Молодёжная, - ул. Новошахтинская, | - ул. Почтовая, - ул. Прудная, - ул. Школьная. |